# Na předměstí Bory
Na předměstí Bory je název druhého studiového alba skupiny Tleskač. Bylo vydáno v listopadu 2006 a obsahuje 12 songů.

## Seznam písní
1. Pavlačová story - 03:14
2. Skandinávská ženská - 02:38
3. Svět na dlani - 03:28
4. Krutej John - 02:35
5. Poslední dvě volné labutě - 03:38
6. Nerovnej boj - 02:33
7. Za pecí - 03:25
8. Krchovská - 02:10
9. Doktorka práv - 02:39
10. Nafoukanej chlapeček - 03:11
11. Hop hej! - 00:06
12. Konec konců - 03:20